# Stanley William Hayter
 Stanley William Hayter  (Londres, 27 de diciembre de 1901 - París, 4 de mayo de 1988) fue un artista británico considerado uno de los grabadores más importantes del siglo XX. Fue fundador del Atelier 17 en París en 1927 y creador de una innovadora técnica de impresión a color que lleva su nombre.

## Biografía
Licenciado en química y geología en el King's College de Londres, entre 1922 y 1925 trabajó en la Anglo-Persian Oil Company en Abadán, donde realizó numerosas pinturas y dibujos que fueron expuestos en Londres en 1925. En 1926 se trasladó a París donde aprendió la técnica de grabado a buril con Józef Hecht, quien lo ayudó a adquirir una prensa.
En 1927 abrió su estudio, que en 1933 trasladó al N.º 17 de la Rue Campagne-Première, donde se hizo internacionalmente conocido como el Atelier 17. En el taller se realizaban ediciones impresas para recaudar fondos de apoyo al bando republicano durante la Guerra Civil Española y financiar la causa comunista. Artistas de la talla de Joan Miró, Pablo Picasso y Vasili Kandinski colaboraron con el proyecto. El centro no se limitaba a la producción gráfica o a la enseñanza técnica o estética, sino que estaba al servicio del proceso individual de cada artista, fomentando la investigación y la expresión personal en el grabado en metal.
Al estallar la Segunda Guerra Mundial regresó a Inglaterra y en 1940 instaló el Atelier 17 en Nueva York. En 1950 Hayter regresó a París, el taller en Nueva York continuó activo hasta 1955. 
Luego de su muerte el atelier de París quedó a cargo del artista peruano Juan Valladeres Falen, y cambió su nombre a Atelier Contrepoint.

## La técnica Hayter
La técnica de impresión de Hayter, también denominada “método de impresión a color simultánea”, se basa en la estampación de una plancha grabada en relieve con distintos niveles, utilizando tintas de diferentes viscosidades aplicadas con rodillos de diferentes densidades en superposición. Con este proceso técnico se obtienen impresiones de gran variedad cromática con una sola matriz de grabado.

## Obra
Hayter desarrolló su obra en pintura y en grabado. Su estilo artístico lo asoció con los surrealistas en París y en los Estados Unidos fue innovador dentro del movimiento abstracto expresionista.
Escribió varios libros y numerosos artículos sobre arte y técnicas gráficas.
En 1958 fue elegido para representar a Gran Bretaña en la Bienal de Venecia. Fue nombrado Comendador y Oficial de la Orden del Imperio Británico y en 1967 recibió el grado de Caballero de las Artes y de las Letras.